# Ancoe
Ancoe (in greco antico: Άγϰόη?) era una polis dell'antica Grecia situata nelle zone limitrofe alla Locride Opunzia e  alla Beozia. Il significato di Ancoe è "sito dove sgorga acqua".

## Storia
Secondo Strabone, era un luogo vicino alla città di Larimna in Focide (una città vicina ma diversa da Larimna di Viozia), dove riaffiorava in superficie il fiume Cefiso dopo essere scomparso in un canale sotterraneo un chilometro prima. Sul sito c'era anche un lago che portava lo stesso nome.